# Balletto americano
All'inizio del XX secolo anche il pubblico degli Stati Uniti fu introdotto al balletto classico attraverso i tour di compagnie di ballerini europei. Le prime troupe americane furono fondate negli anni '30, quando ballerini e coreografi si unirono grazie a una passione per il balletto e grazie a persone come Lincoln Kirstein.

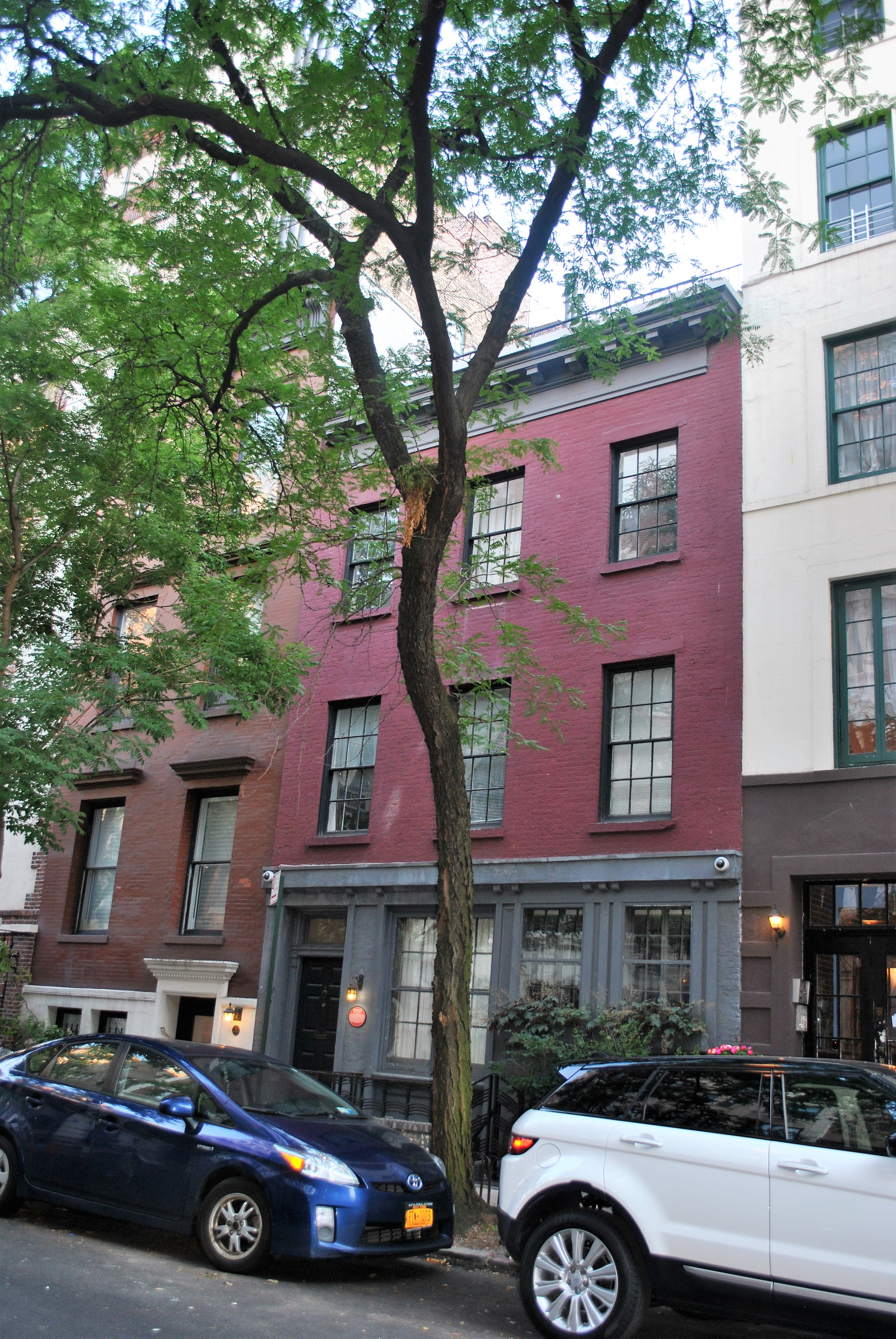
Lincoln Kirstein House, NYC, NY

Lincoln Kirstein (1907-1996) invitò il coreografo russo George Balanchine (1904-1983) negli Stati Uniti nel 1933 e i due l'anno successivo fondarono dapprima la School of American Ballet e poco dopo la compagnia American Ballet, che debuttò a Hartford e l'anno successivo a New York con numerosi balletti di Balanchine. Dal 1936 al 1938 la compagnia è fissa al Metropolitan Opera di New York; nel marzo del 1941 si fonde con il Ballet Caravan sotto la direzione di G. Balanchine, ma l'associazione tra le due compagnie termina presto (ottobre 1941) e l'American Ballet interrompe l'attività, mentre la scuola resta sempre molto attiva.
Nel 1946 Kirstein e Balanchine fondano un nuovo gruppo, il Ballet Society insieme a Léon Barzin (direttore musicale) e Lew Christensen (maître de ballet), che sarà diretto da Paul Magriel. Il Ballet Society si occuperà anche di edizioni di libri e di pubblicazioni varie, tra cui il Dance Index. Nel 1948 la compagnia è invitata a esibirsi al City Center e diviene New York City Ballet.
La prima rappresentazione di questa importantissima compagnia statunitense avvenne l'11 ottobre del 1948 con un programma di balletti di Balanchine, che ne è nominato direttore artistico, mentre la direzione generale è affidata a Lincoln Kirstein.
Nel 1949 sono assunti come coreografi Antony Tudor e Jerome Robbins (1918-1998) e quest'ultimo è anche nominato direttore artistico aggiunto della compagnia. A partire dal 1952 il New York City ballet inizia a fare numerose tournée in Europa.
Tra i principali danzatori che hanno lavorato nella compagnia troviamo Diana Adams, Jacques d'Amboise, Tanaquil Le Clercq, Melissa Hayden, Nicholas Magallanes, Francisco Moncion, Maria Tallchief e Patricia Wilde.
Il manager e agente pubblicitario Richard Pleasant (1909-1961) e la danzatrice Lucia Chase (1907-1986) nel 1939 diedero avvio alla seconda organizzazione del balletto americano, il Ballet Theatre, che inizialmente era costituito dai danzatori di un'altra compagnia, il Ballet Mordkin: Alicia Alonso, Nora Kaye e Eugene Loring. Durante la prima stagione vi lavorarono come coreografi gli americani Eugène Loring e Agnes de Mille, i russi Michel Fokine, Bronislava Fominična Nižinskaja, Adolph Bolm e Michel Mordkin e gli inglesi Antony Tudor, Anton Dolin e Andrée Howard. La Chase fu per lunghi anni direttrice e patron della compagnia, che nel 1957 prenderà il nuovo nome di American Ballet Theatre, interromperà l'attività per circa due anni e sarà ricostituita dalla Chase nel 1960.
Paradossalmente, mentre i direttori americani come Pleasant e Chase hanno incluso il repertorio classico russo, con il russo Balanchine il balletto americano si caratterizzerà per una qualità nuova del movimento che si discosta di molto dal repertorio russo standard del passato. Non è un caso, infatti, che questo coreografo abbia mosso i suoi primi passi nella compagnia avanguardistica di Sergej Pavlovič Djagilev.
Con il tempo la scena del balletto americano è divenuta un mix di revival classici e lavori originali, coreografati con i più talentuosi ballerini come Jerome Robbins, Robert Joffrey (1930-1988), Eliot Feld (1942), Arthur Mitchell (1934) e Michail Baryšnikov (1948).